# Gérygone des mangroves
Gerygone levigaster
Espèce
Statut de conservation UICN

 LC  : Préoccupation mineure
La Gérygone des mangroves (Gerygone levigaster) est une espèce de passereau de  la famille des Acanthizidae originaire d'Australie et de Nouvelle-Guinée.

## Description
Ce sont de petits oiseaux aux ailes arrondies, mesurant 9 à 11 cm de long et pesant environ 6 g. Le plumage est gris sur le dessus avec la gorge, le ventre, les flancs et le croupion blanc. Il a une bande blanche bien distincte sur l'œil, distinctes. Le bec et les pattes sont noirs et l'iris est rouge. La sous-espèce G. l. pallida est légèrement brune sur le dessus et G. l. cantator est légèrement plus grande et plus lourde. Le chant, qui est similaire à celui de la Gérygone à queue blanche, a été décrit comme « doux, riche et mélodieux ».

## Alimentation
L'espèce se nourrit d'insectes (coléoptères, sauterelles, guêpes, fourmis et papillons) dans le feuillage des arbres. Elle est moins capable d'attraper des proies en vol que les autres gérygones, mais pour se nourrir ils peuvent se joindre à des Zostérops, des Méliphages et des Rhipidures. Elle se nourrit principalement dans la canopée mais peut fourrager entre les racines des arbres.

## Nidification
Elle se reproduit toute l'année, bien que principalement au printemps et en été dans l'est de l'Australie et pendant la saison sèche dans le nord. La femelle construit un nid ovale en forme de dôme. Il est construit à partir de racines, d'herbes, de toiles d'araignée, de mousses, d'algues et d'écorces et est suspendu à un arbre. La femelle y pond deux à trois œufs qui sont couvés pendant 14 à 17 jours. Les deux parents nourrissent les poussins pendant 14 à 17 autres jours. Un certain nombre d'espèces de coucous parasitent les couvées de cette espèce.

## Distribution et habitat
Il y a trois sous-espèces de Gérygone des mangroves :
- G. l. pallida qui vit dans le sud de la Nouvelle-Guinée,
- G. l. levigaster qui se trouve des régions côtières de l'Australie-Occidentale à celles du nord du Queensland et
- G. l. cantator, que l'on trouve sur les côtes du Queensland à la Nouvelle-Galles du Sud. L'espèce est rare en Nouvelle-Guinée et a subi une baisse en raison de la disparition de la mangrove mais elle n'est pas considérée comme menacée par l'UICN.

L'espèce vit principalement dans les mangroves et les forêts et les bois à proximité. L'espèce se déplace dans les forêts voisines pour se nourrir, en particulier pendant la saison de reproduction. Si son territoire chevauche celui de la Gérygone à bec fort dans le Kimberley, elle quitte la mangrove mais est retrouvée dans les maquis d'Acacias et d'Eucalyptus environnants.

## Taxonomie
On pense que l'espèce forme une super-espèce avec la Gérygone mélanésienne et la Gérygone à queue blanche.